# 끓는점 오름
끓는점 오름은 혼합물 액체(용매)의 끓는점이 순수한 용매의 끓는점보다 높아지는 현상을 말한다. 이 현상은 소금과 같은 용질이 물과 같은 순수한 용매에 첨가되었을 때 언제든지 관찰 가능하다. 끓는점은 이블리오스코프를 통해 측정할 수 있다.

## 설명

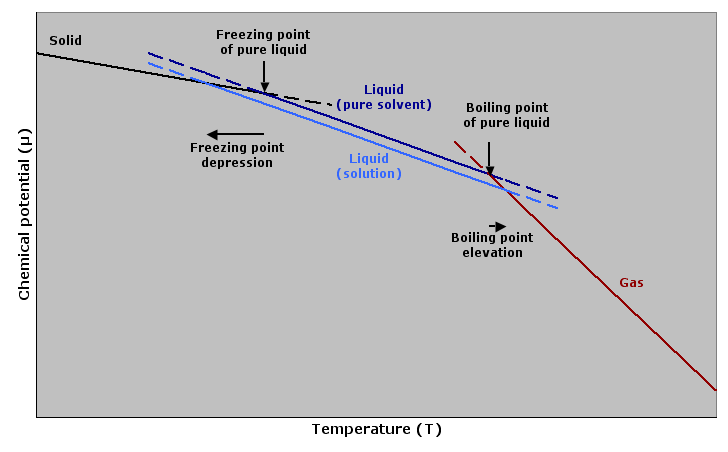
용질이 추가되었을 때 용매의 화학 퍼텐셜이 변하는 현상으로 끓는점 오름을 설명할 수 있다.

용매에 용질이 녹았을 때 발생하는 끓는점 오름은 총괄성, 즉 용질의 개수에만 영향을 받고 그 외 특성에는 영향을 받지 않는 성질이다. 이 현상은 모든 종류의 용질이나 용액에서 관찰할 수 있는데, 이상 용액에서도 관찰할 수 있으며 어떤 용질-용매 상호작용에도 영향을 받지 않는다. 끓는점 오름은 용질이 전해질인 경우에도, 비전해질인 경우에도 발생한다. 열역학적으로 말하자면 끓는점 오름은 엔트로피에 의한 현상으로 용매의 증기압이나 화학 퍼텐셜로 설명할 수 있다. 그러나 이러한 설명은 모두 용질이 액체 상태로 존재한다는 가정하에 하는 것으로, (초고온을 제외하고선) 기체 형태로 존재하는 경우에 대해서는 설명할 수 없다.

### 증기압
증기압으로 말하자면 액체는 그 증기압이 주변 기압과 같아질 때 끓기 시작한다. 용질이 녹아 있는 용매는 그 용해로 인해 증기압이 낮아지게 된다. 비휘발성 용질은 0의 증기압을 가지고 있으므로, 용액의 증기압은 용매의 증기압보다 낮아지게 된다. 따라서, 증기압과 주변부 기압을 일치시키기 위해서 더 높은 온도가 필요하므로 끓는점이 상승하게 된다.

### 화학 퍼텐셜
화학 퍼텐셜로 말하자면 끓는점에서는 액체 상태와 기체 상태가 동일한 화학 퍼텐셜(또는 증기압)을 가지게 되는데, 이는 이 두 상태가 에너지적으로 동일하다는 의미이다. 화학 퍼텐셜은 온도에 따라 변하며, 다른 온도에서는 액체상태나 기체상태의 화학 퍼텐셜이 달라 더 낮은 퍼텐셜을 가지는 상태로 되려는 경향을 보인다. 따라서 비휘발성 용질이 더해지면, 액체 상태인 용매의 화학 퍼텐셜이 용해작용으로 낮아지게 되는 반면 기체 상태의 용매의 화학 퍼텐셜은 변하지 않는다. 따라서 액체 상태와 기체 상태의 평형점이 다른 온도로 이동하게 되고, 끓는점 오름과 같은 현상이 발생하게 되는 것이다.
어는점 내림은 끓는점 오름과 비슷한 현상이다. 그러나 어는점이 내려가는 정도가 끓는점이 올라가는 정도보다 더 크다. 이 두 현상으로 인해, 용액이 액체 상태로 존재할 수 있는 온도의 범위가 더 넓어진다.

## 낮은 농도에서의 계산식
비휘발성 용질의 끓는점 오름은 라울의 법칙과 클라우지우스-클라페롱 방정식으로 구할 수 있다. 식을 전개하면, 묽은 이상 용액에서 끓는점 오름은 용액의 몰랄 농도에 정비례함을 알 수 있는데, 최종 결과식은 다음과 같이 나온다.
ΔTb = Kb · bB
여기서 끓는점 오름 ΔTb은 Tb (용액) - Tb (용매).로 정의되었다.
- Kb은 끓는점 오름 상수로, 용매에 따라 달라진다. 이 상수는 Kb = RTb2M/ΔHv로 나타낼 수 있는데, 여기서 R은 기체 상수, Tb는 순수한 용매의 끓는점[절대온도], M은 용매 1몰의 질량, ΔHv는 용매 1몰을 기화시키는데 필요한 기화열이다.
- bB는 용액의 몰랄 농도로, 끓는점 오름이 총괄성이기 때문에 용질의 해리를 고려해야 한다. 반트 호프 계수 i를 사용하여 bB = b용질 · i로 나타낼 수 있는데, 여기서 i는 용질 하나를 녹였을 때 용매 내부에서 생기는 입자(일반적으로 이온)의 평균 갯수를 의미한다. 몇 가지 값은 다음과 같다.
  - 물에 녹은 설탕은 i = 1를 가진다.
  - 물에 녹은 염화 나트륨은 i = 1.9를 가지는데, NaCl이 물 속에서 Na+와 Cl−로 나뉘기 때문이다. 따라서 일반적으로 2로 간단하게 쓴다.
  - 물에 녹은 염화 칼슘은 i = 2.3를 가지는데, CaCl2가 Ca2+와 2개의 Cl−로 나뉘기 때문이다. 따라서 일반적으로 3으로 간단하게 쓴다.

정수가 아닌 i값은 용액에서 이온쌍이 형성되어 용액 내의 유효 입자 개수가 줄어들기 때문이다.
따라서 반트호프 계수를 고려한 끓는점 오름 식은 다음과 같다.
ΔTb = Kb · bsolute · i
농도가 높은 용액의 경우 용액을 이상용액으로 간주할 수 없기 때문에, 위 식을 사용할 수 없다. 또한 휘발성이 있는 용질의 경우, 이 식을 유도하는 가운데 가장 중요하게 사용한 가정인 용액의 비휘발성이 거짓이 되기 때문에 마찬가지로 위 식을 사용할 수 없다. 따라서 휘발성이 있는 용질이 첨가된 경우의 끓는점 오름은 상평형 그림으로만 결정할 수 있다. 이런 경우, 혼합물은 순수한 용매보다 더 낮은 끓는점을 가질 수도 있는데, 가장 낮은 끓는점은 혼합물이 불변 끓음 혼합물 상태에 있을 때 관찰할 수 있다.

### 끓는점 오름 상수
일부 끓는점 오름 상수 Kb의 값은 다음과 같다.
| 화합물      | 끓는점 (°C) | 끓는점 오름 상수 Kb [(°C·kg)/mol; °C/molal] |
| ----------- | ----------- | ------------------------------------------- |
| 아세트산    | 118.1       | 3.07                                        |
| 벤젠        | 80.1        | 2.53                                        |
| 이황화 탄소 | 46.2        | 2.37                                        |
| 사염화 탄소 | 76.8        | 4.95                                        |
| 나프탈렌    | 217.9       | 5.8                                         |
| 페놀        | 181.75      | 3.04                                        |
| 물          | 100         | 0.512                                       |

## 용례
위의 식을 가지고 끓는점 오름을 통해 용질 1몰당 해리도를 구할 수 있다. 이러한 방법을 끓는점 상승법(영어: Ebulioscopy, 그리스어로 "끓음 관찰"을 의미)이라고 한다. 과열현상 때문에 ΔTb를 정확히 측정하기는 어렵지만 베크만 온도계의 발명으로 인해 이를 일부 극복할 수 있게 되었다. 첨언하자면, 어는점 내림을 결정하는 어는점 내림 상수는 끓는점 오름 상수보다 더 큰 값을 가지기 때문에 측정이 더 쉽다.
끓는점 오름과 관계된 도시전설들이 있는데, 파스타를 요리할 때 물이 끓기 시작한 후에 소금을 넣어야 한다는 이야기가 대표적이다. 소금의 농도를 물 1리터에 10g으로 생각했을 때 물의 온도가 0.17 °C밖에 오르지 않으므로 소금물이 높은 온도에서 끓기 때문에 조리가 빠르게 될 것이라는 생각은 오해다.

## 같이 보기
- 총괄성
- 어는점 내림
- 뒤링의 규칙